# Новокатеринівка (роз'їзд)
Новокатеринівка — залізничний роз'їзд Херсонської дирекції Одеської залізниці на лінії Колосівка — Миколаїв між станціями Первенець (17 км) та Зелений Гай (17 км). Розташований за 4 км на схід від села Новокатеринівка Миколаївського району Миколаївської області.

## Історія
Роз'їзд відкритий у 1962 році.

## Пасажирське сполучення
До російського вторгнення в Україну на платформі Новокатеринівка зупинялися приміські поїзди сполученням Миколаїв — Колосівка (курсувала 
одна пара поїздів щоп'ятниці та щонеділі).
До 25 жовтня 2020 року на роз'їзді зупинявся нічний пасажирський поїзд «Таврія» сполученням Запоріжжя — Одеса.